# Lost and Forgotten
Lost and Forgotten é uma música interpretada por Peter Nalitch Band, que foi seleccionado para representar Rússia no Festival Eurovisão da Canção 2010, na Noruega.